# 벨라루스 정교회

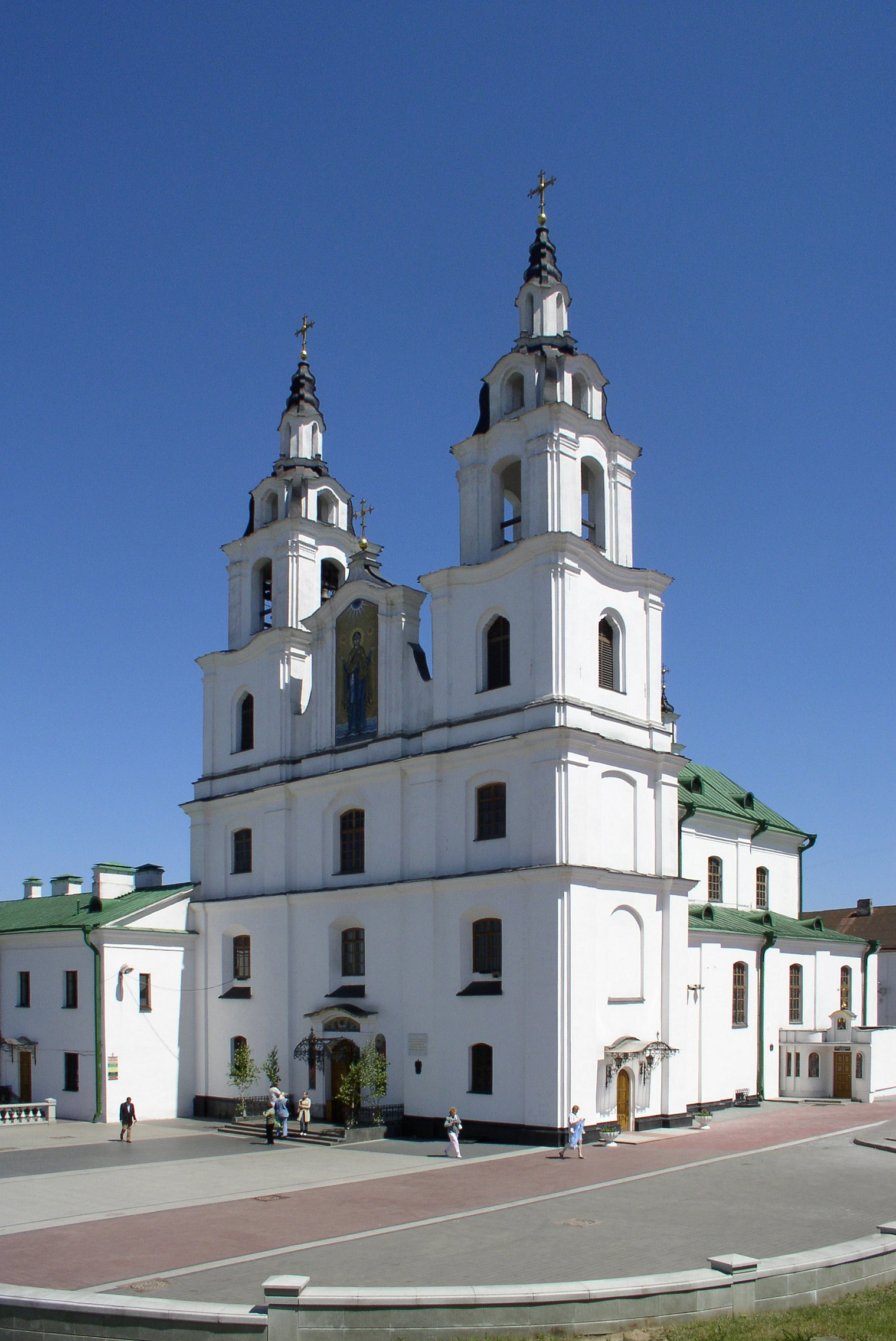
벨라루스 민스크에 있는 성령 대성당

벨라루스 정교회(벨라루스어: Беларуская праваслаўная царква, 러시아어: Белорусская Православная Церковь)는 벨라루스에 있는 러시아 정교회이며, 공식적인 명칭은 벨라루스 대교구(러시아어: Белорусский экзархат)이다. 벨라루스에 있는 러시아 정교회 교구들을 대표하는 연맹체이며, 동방 정교회 신자가 다수인 벨라루스에서 가장 큰 종교 단체이다.
현재 벨라루스 정교회의 수장은 관구장 주교 파벨 포노마료프이다.
벨라루스 정교회는 러시아 정교회 산하 반(半)자치 교회인 우크라이나 정교회와 비교했을 때 훨씬 작은 자치권을 누리고 있다.
벨라루스 정교회는 상대적으로 규모가 더 작은 데다가 교회 구성원 대다수가 이민자에 기반한 벨라루스 자치 정교회에 대해서 강력하게 반대하는 입장을 취하고 있다.

## 같이 보기
- 벨라루스 자치 정교회